# Campionato di calcio della Repubblica Socialista Sovietica d'Estonia 1951
Il Campionato di calcio della Repubblica Socialista Sovietica d'Estonia 1951 era la massima divisione del campionato estone ed era un campionato regionale sovietico. La vittoria finale andò al BLTSK che vinse il secondo titolo della sua storia.

## Formula
Era formato da dieci squadre: ogni formazione si incontrava le altre in gironi di andata e ritorno, per un totale di 18 incontri. Erano previsti due punti per la vittoria e uno per il pareggio.

## Classifica finale
|                       | Pos. | Squadra            | Pt | G  | V  | N | P  | GF | GS | DR  |
| --------------------- | ---- | ------------------ | -- | -- | -- | - | -- | -- | -- | --- |
| RSS Estone (bandiera) | 1.   | BLTSK              | 32 | 18 | 15 | 2 | 1  | 71 | 10 | +61 |
|                       | 2.   | Dünamo Tallinn     | 32 | 18 | 14 | 4 | 0  | 70 | 10 | +60 |
|                       | 3.   | Sokol Tallinn      | 22 | 18 | 9  | 4 | 5  | 36 | 20 | +16 |
|                       | 4.   | Kalev Narva        | 21 | 18 | 9  | 3 | 6  | 35 | 37 | -2  |
|                       | 5.   | Kalev Pärnu        | 16 | 18 | 7  | 2 | 9  | 25 | 40 | -15 |
|                       | 6    | Kalev Kohtla-Järve | 14 | 18 | 5  | 4 | 9  | 27 | 45 | -18 |
|                       | 7.   | Dünamo Rakvere     | 13 | 18 | 4  | 5 | 9  | 23 | 47 | -14 |
|                       | 8.   | Spartak Tallinn    | 11 | 18 | 5  | 1 | 12 | 21 | 50 | -29 |
|                       | 9.   | ÜSK Tartu          | 10 | 18 | 4  | 2 | 12 | 21 | 56 | -25 |
|                       | 10.  | Dünamo Viljandi    | 9  | 18 | 3  | 3 | 12 | 24 | 38 | -14 |